# Steven Curtis Chapman
Steven Curtis Chapman (Paducah (Kentucky), 21 november 1962) is een Amerikaanse muzikant en singer-songwriter.

## Biografie
Chapman studeerde aanvankelijk medicijnen, maar brak de studie af om zijn muzikale carrière op te bouwen. In de jaren 80 schreef hij het nummer Built to last voor de gospelgroep The Imperials. Later zou hij nummers schrijven voor onder andere Glen Campbell, Roger Whittaker en Sandi Patty.
Het eerste album van Chapman verscheen in 1987. Tot en met 2011 heeft hij meer dan 20 albums uitgebracht, waarvan een aantal de platina en gouden status behaalden. 
Chapman werd meerdere keren onderscheiden voor zijn muziek. Zo ontving hij meer dan 50 Dove Awards van de Gospel Music Association (meer dan welke andere artiest dan ook) en 5 Grammy Awards. In 2008 kreeg hij een ster in de Music City Walk of Fame in Nashville en in 2013 werd hij opgenomen in de Kentucky Music Hall of Fame

## Discografie
- First Hand (1987)
- Real Life Conversations (1988)
- More to This Life (1989)
- For the Sake of the Call (1990)
- The Great Adventure (1992)
- Heaven in the Real World (1994)
- The Music of Christmas (1995)
- Signs of Life (1996)
- Speechless (1999)
- Declaration (2001)
- All About Love (2003)
- Christmas is all in the Heart
- All Things New (2004)
- The Music of Christmas (2004)
- The Abbey Road Sessions (2005)
- All I Really Want for Christmas (2005)
- This Moment (2007)
- Beauty will rise (2009)
- Re:creation (2011)